# 卡默于
卡默于（挪威語：Karmøy）是挪威羅加蘭郡的市镇，行政中心为科珀維克镇。该市镇的大部分位于挪威语原名同名的卡姆島上。市镇面积为230平方公里，人口数量为42,186人（2020年），人口密度为每平方公里192.2人。